# Resolutie 1538 Veiligheidsraad Verenigde Naties
Resolutie 1538 van de Veiligheidsraad van de Verenigde Naties werd op 21 april 2004 unaniem aangenomen door de VN-Veiligheidsraad, die het gestarte onderzoek naar corruptie met het olie-voor-voedselprogramma verwelkomde.

## Achtergrond
Op 2 augustus 1990 viel Irak zijn zuiderbuur Koeweit binnen en bezette het land. De Veiligheidsraad veroordeelde de inval nog diezelfde dag middels resolutie 660 en later kregen de lidstaten carte blanche om Koeweit te bevrijden. Eind februari 1991 was die strijd beslecht en legde Irak zich neer bij alle aangenomen VN-resoluties. Hierna werd het olie-voor-voedselprogramma in het leven geroepen om de humanitaire noden van de Iraakse bevolking te lenigen.

## Inhoud

### Waarnemingen
De Veiligheidsraad wilde een onderzoek zien naar de inspanning van Irak om door middel van corruptie bij het aankopen van humanitaire goederen de provisies van resolutie 661 uit 1990 te omzeilen. De Veiligheidsraad was verder bezorgd over het nieuws dat het beheer van het olie-voor-voedselprogramma, dat met resolutie 986 was opgericht in 1995, gepaard was gegaan met fraude en corruptie. Het was onaanvaardbaar dat VN-functionarissen er illegale activiteiten op na hielden. De secretaris-generaal had besloten om op hoog niveau een onderzoek te voeren naar het beheer van het programma.

### Handelingen
De Veiligheidsraad:
1. Verwelkomde de instelling van een onafhankelijk onderzoek op hoog niveau.
2. Roept de Voorlopige Autoriteit, Irak en alle andere lidstaten op volledig mee te werken.
3. Kijkt al uit naar het eindrapport.
4. Besluit actief op de hoogte te blijven.

## Verwante resoluties
- Resolutie 1511 Veiligheidsraad Verenigde Naties (2003)
- Resolutie 1518 Veiligheidsraad Verenigde Naties (2003)
- Resolutie 1546 Veiligheidsraad Verenigde Naties
- Resolutie 1557 Veiligheidsraad Verenigde Naties

Lijst ·  1522 ·  1523 ·  1524 ·  1525 ·  1526 ·  1527 ·  1528 ·  1529 ·  1530 ·  1531 ·  1532 ·  1533 ·  1534 ·  1535 ·  1536 ·  1537 ·  1538 ·  1539 ·  1540 ·  1541 ·  1542 ·  1543 ·  1544 ·  1545 ·  1546 ·  1547 ·  1548 ·  1549 ·  1550 ·  1551 ·  1552 ·  1553 ·  1554 ·  1555 ·  1556 ·  1557 ·  1558 ·  1559 ·  1560 ·  1561 ·  1562 ·  1563 ·  1564 ·  1565 ·  1566 ·  1567 ·  1568 ·  1569 ·  1570 ·  1571 ·  1572 ·  1573 ·  1574 ·  1575 ·  1576 ·  1577 ·  1578 ·  1579 ·  1580